# Cầu Cẩm Giàng

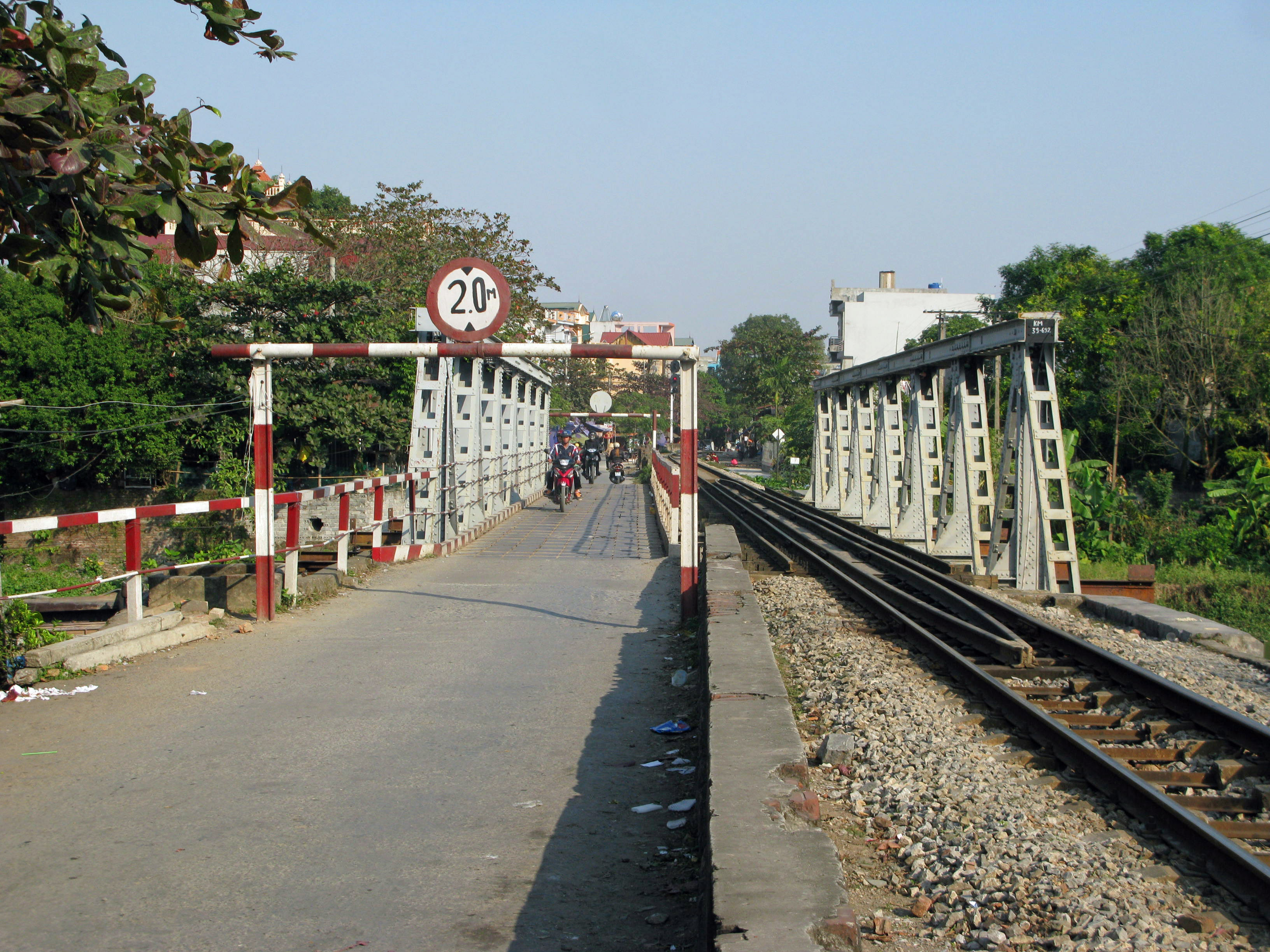
Cầu Cẩm Giàng

Cầu Cẩm Giàng thường gọi là Cầu Giằng hoặc Cầu Rằng (do trước đây cầu này nằm gần chợ Rằng) là một cây cầu bằng sắt dài 37m bắc qua sông Cẩm Giàng, nối từ quốc lộ 38 vào thị trấn Cẩm Giang. Cây cầu được xây dựng từ năm 1901 khi có tuyến đường sắt Hà Nội - Hải Phòng.
Một nửa cầu dành cho đường sắt, nửa còn lại được đổ bêtông dành cho xe cơ giới và người qua lại với bề rộng khoảng 2m. Năm 1970, cầu bị bom Mỹ đánh phá nên hư hỏng nặng. Sau đó, ngành đường sắt đã xây lại cầu để khôi phục tuyến đường sắt Hà Nội - Hải Phòng. Năm 2004, cầu xuống cấp nghiêm trọng và đã được sửa lại không cho xe ôtô tải đi qua.
Cầu này chịu sự quản lý của ngành đường sắt.
Từ khi cầu Sen xây dựng nối quốc lộ 38 với tỉnh Bắc Ninh đã giảm tải cho cầu. Các phương tiện có trọng tải lớn đi vào thị trấn Cẩm Giang phải đi qua cầu Sen.